# Okniny-Podzdrój
Okniny-Podzdrój – wieś w Polsce położona w województwie mazowieckim, w powiecie siedleckim, w gminie Wiśniew. Ma status sołectwa.
W latach 1975–1998 miejscowość administracyjnie należała do województwa siedleckiego.
Wieś licząca około 60 mieszkańców (24.02.2007). Przez wieś przebiega droga powiatowa Wiśniew – Zbuczyn.